# Pflunspitze
Pflunspitze är en bergstopp i Österrike.   Den ligger i förbundslandet Tyrolen, i den västra delen av landet, 500 km väster om huvudstaden Wien. Toppen på Pflunspitze är 2 912 meter över havet, eller 981 meter över den omgivande terrängen. Bredden vid basen är 13,7 km.
Terrängen runt Pflunspitze är bergig norrut, men söderut är den kuperad. Närmaste större samhälle är Schruns, 16,4 km väster om Pflunspitze. 
Trakten runt Pflunspitze består i huvudsak av gräsmarker. Runt Pflunspitze är det ganska glesbefolkat, med 38 invånare per kvadratkilometer.